# 胡煥庸
胡 煥庸（こ かんよう、Hu Huanyong、1901年11月20日 - 1998年4月30日）は、字を肖堂という、中国江蘇省宜興県（後の宜興市）出身の地理学者。華東師範大学教授などを務め、現代中国における人文地理学と自然地理学の創立者とされている。中国の人口分布において明確な対比を成す境界線として、胡煥庸線（黒河・騰衝線）を提唱したことで広く知られた。

## 経歴
1901年に、江蘇省宜興県の私塾教師の家に生まれた。1915年に江蘇省立第五中学（後の江蘇省常州高級中学の前身）に入学した。1919年に南京高等師範学校の文史地部（文学部歴史地理学科に相当）の試験に合格して入学し、竺可楨ら優れた教師の下で学んだ。1921年には、南京高等師範学校の地学系を卒業した。1923年から1926年にかけて、江蘇省立第八中学（後の江蘇省揚州中学の前身）の教員を務めた。1926年、南京に戻り、国立東南大学に学んで単位を履修し、理学士号を手にした。同年、凌純声ら貧しい学生同士で協力し、資金を集めてヨーロッパ留学に赴いた。フランスのパリ大学とコレージュ・ド・フランスで人文地理学と自然地理学を学び、ジャン・プリュンヌらの下で学んだ。1928年に帰国し、国立中央大学の地理系の教授兼中央研究院気象研究所の研究員となったが、これは竺可楨の助けがあってのことであった。1930年には中央大学の地理系主任となった。1931年には江蘇省教育庁からの再三の求めに応じて、蘇州中学校長を兼任することになった。
1935年に『地理学報』に発表した論文「中国人口之分布」で、中国の人口分布における黒河・騰衝線の存在を指摘し、その後、その内容が『Geographical Review』に紹介され、広く知られるようになった。
抗日戦争（日中戦争）の時期には、中央大学の西方への退避に従って四川省に移った。1941年には中央大学研究院地理学部主任となる。さらに、1943年には中央大学の教務長となり、同年に中国地理学会理事長に推挙された。1946年には、アメリカ合衆国のメリーランド大学に招聘され、地理学の教授と研究にあたった。
中華人民共和国の成立後は、華北革命大学政治研究院に学び、その後、治淮委員会（後の淮河水利委員会の前身）の技術委員会で働いた。1953年に、華東師範大学地理系の教授となった。1957年には、華東師範大学に人口地理研究室を創設したが、これは全国の大学で最初に設けられた人口研究の組織であった。文化大革命の時には反革命分子として指弾され、長期にわたって投獄された。1983年に人口地理研究室は人口研究所に改組され、胡煥庸はその所長となったが、華東師範大学人口研究所は全国の唯一の人口地理研究の中心拠点となった。1984年には、国家教育委員会から人口地理学分野の博士課程学生指導教員の第1位と認められ、翌年にはさらに、また第1位の人文地理学分野のポスト博士課程研究生指導教員の第1位と認められた。

## 栄誉
1930年代の中国の地理学界には、「南胡北黄」という言葉があり、江南では胡煥庸教授がリーダーで、北方では黄国璋教授がリーダーだという意味で用いられていた。1940年代には張其昀とともに国家教育部が直接任用する部聘教授に選ばれた。

## 学術的成果
胡煥庸線（黒河・騰衝線）を提唱し、中国の人口地理学を創建した。

## エピソード
文化大革命の際、家財を接収されたとき、ドイツの気候学者ハーンの『気候学教程』とケッペンの『世界気候』を手元に残すために書き写しており、接収にやってきた者たちを感動させたという。